# Dasangadde, Sirsi
Dasangadde là một làng thuộc tehsil Sirsi, huyện Uttara Kannada, bang Karnataka, Ấn Độ.